# Głodny Kąt
Głodny Kąt – część wsi Liszki w Polsce, położona w województwie małopolskim, w powiecie krakowskim, w gminie Liszki.
W latach 1975–1998 Głodny Kąt administracyjnie należała do województwa krakowskiego.